# Escalier du Jourdain

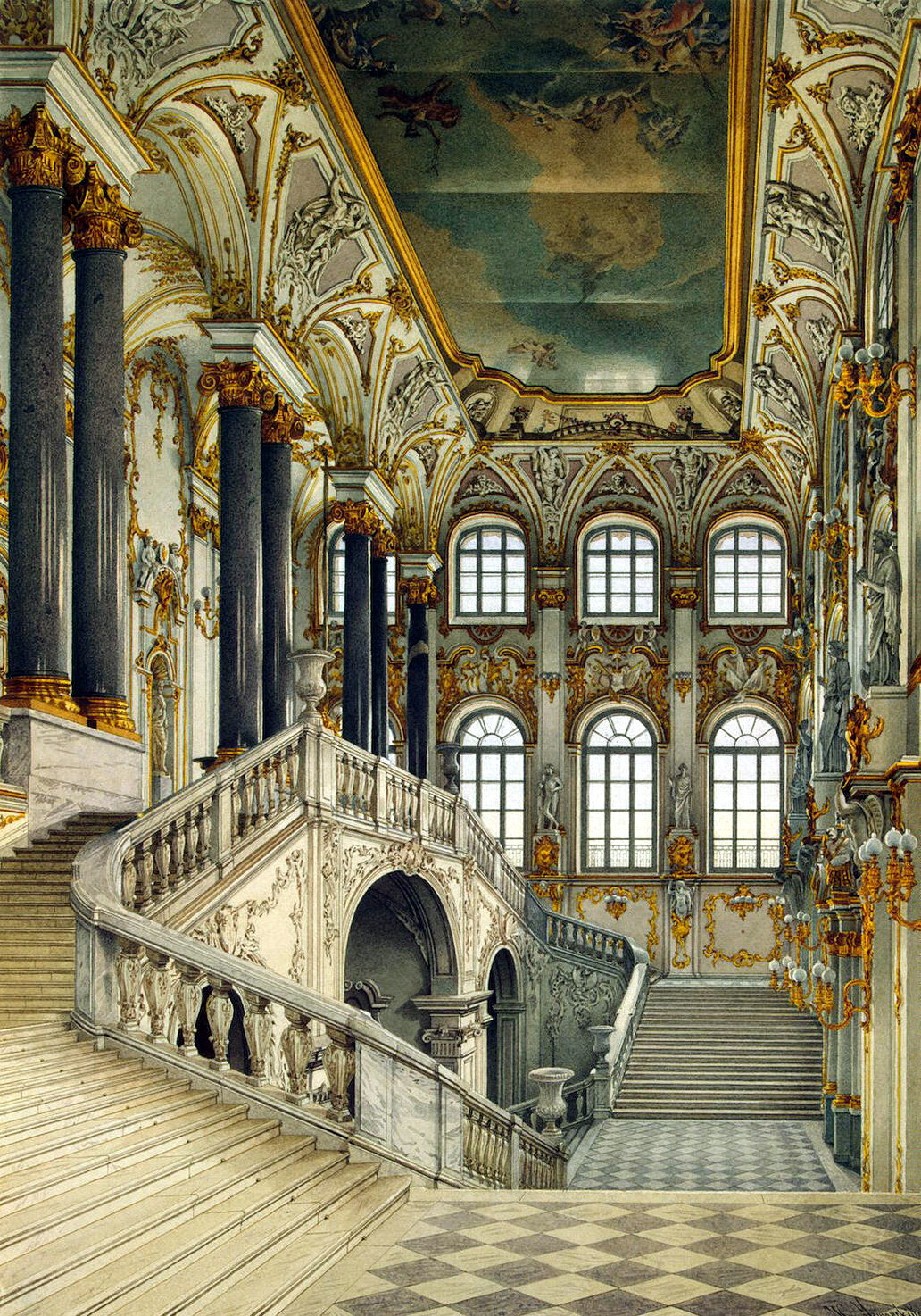
Escalier du Jourdain, peinture de Constantin Oukhtomski (1866)

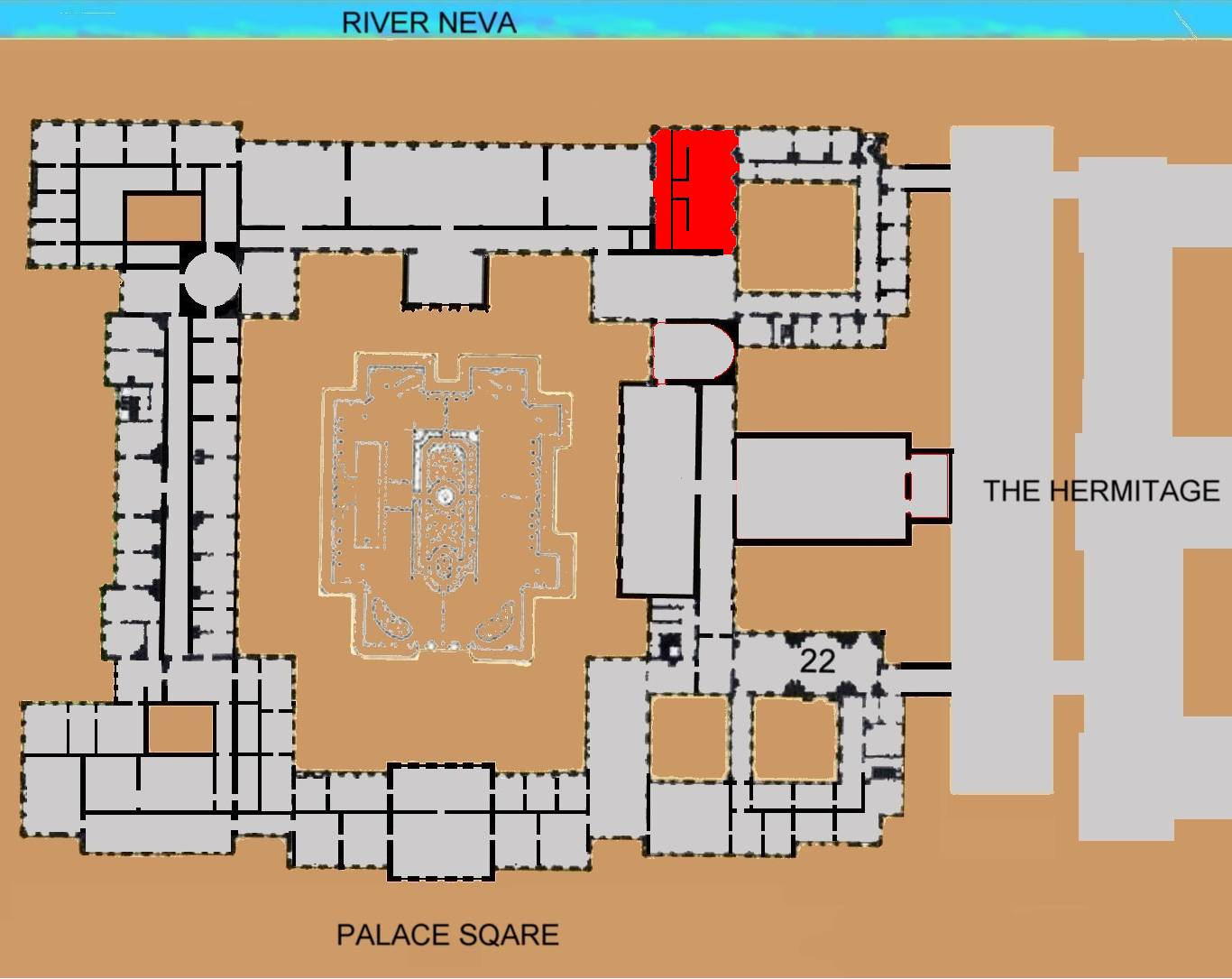
Situation de l'escalier dans le palais.

L'escalier du Jourdain (en russe : Иорда́нская ле́стница) est l'escalier principal de la partie nord du Palais d'Hiver, à Saint-Pétersbourg.

## Histoire
Au XVIIIe siècle, il est d'abord appelé « escalier des Ambassadeurs ». Il est renommé « escalier du Jourdain » en référence à la fête du baptême du Christ, lors de laquelle la procession menée par le tsar descendait l'escalier pour rejoindre la Neva, où l'on pratiquait un trou dans la glace pour puiser de l'eau pour la bénédiction, en symbole du baptême du Christ dans le fleuve Jourdain. 
Après l'incendie de 1837, l'escalier est restauré par Vassili Stassov selon les plans de l'architecte original, Bartolomeo Rastrelli. Cependant, les colonnes d'origine, en marbre rose, sont remplacées, sur ordre de l'empereur, par des colonnes de granit de Serdobol, de couleur gris foncé. De même, la balustrade en fer forgé dorée fait place à une balustrade en marbre. Enfin, les attributs militaires au tympan des fausses fenêtres sont de style classique, et non baroque comme le voulait Rastrelli. 

## Architecture
C'est une des rares réalisations intérieures de Bartolomeo Rastrelli à avoir été conservée jusqu'à nos jours. Son talent s'y révèle dans toute sa force et son expressivité. Après les majestueuses voûtes cintrées du premier niveau, la cage d'escalier s'ouvre comme une immense et lumineuse échelle de lumière. Le plafond, où sont représentés des dieux grecs dans le ciel, culmine à une hauteur de près de vingt mètres. Le plan du plafond est brisé sur les bords et reflète la lumière généreuse provenant des grandes fenêtres. La décoration est somptueuse : stucs, miroirs, marbres, colonnes doublées, statues en marbre des dieux et des muses. Les peintures du plafond sont de Gaspare Diziani et Gіuseppe Valeriani (ru) (1708-1761). 

### Sculpture décorative
Les statues en albâtre contre les murs représentent la sagesse et la justice et sont du sculpteur Alexandre Terebeniov. La grandeur et l'abondance sont de N. Oustinov, la vérité et la justice de N. Leppe, Mercure de Manouïlov et la muse de German. Une allégorie de l'État en marbre dans la niche centrale est d'un sculpteur inconnu du XVIIIe siècle. 

## Galerie d'images

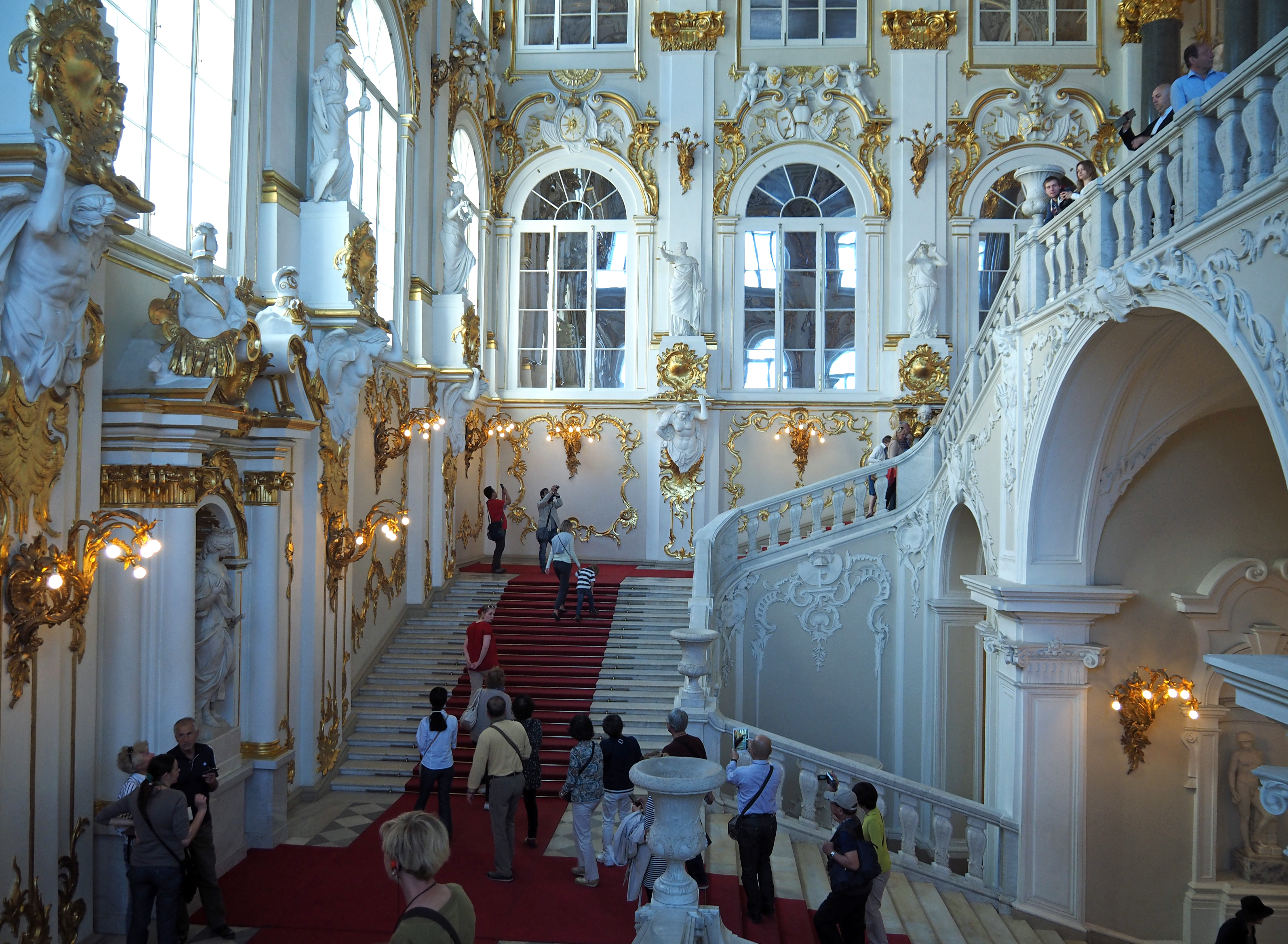
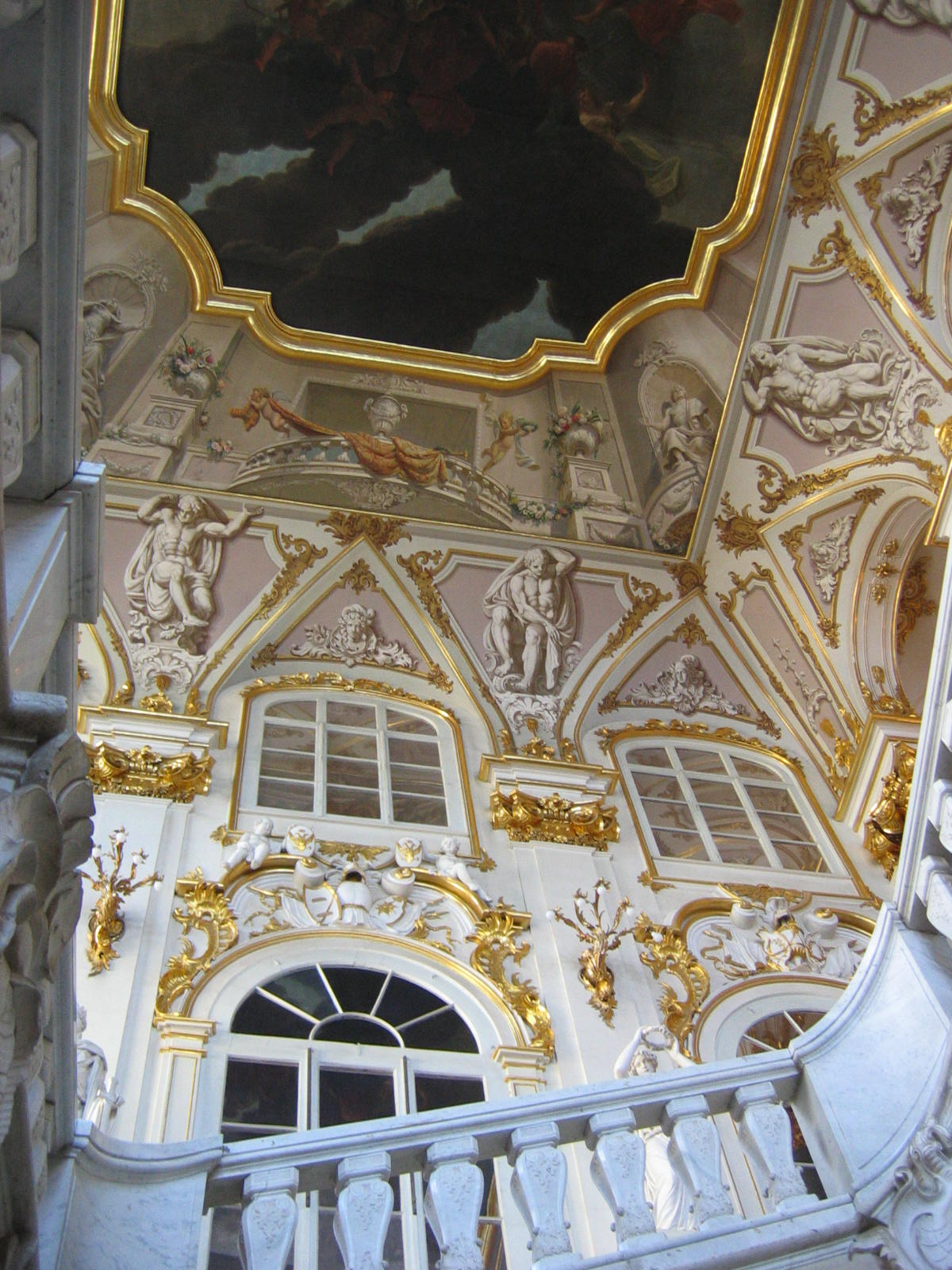
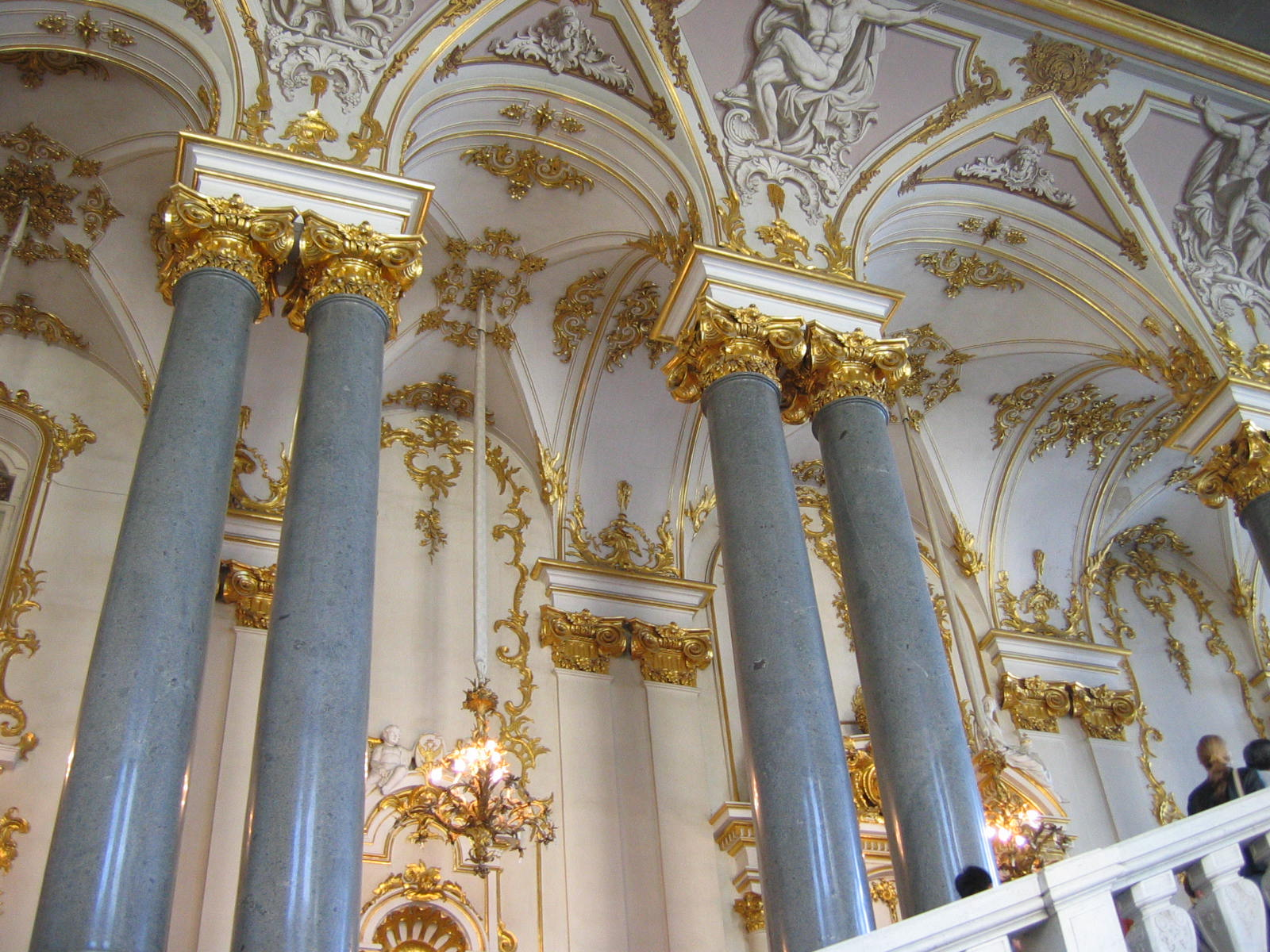
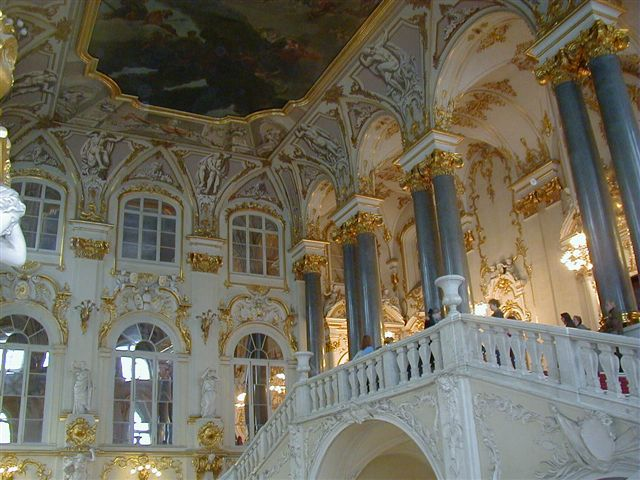
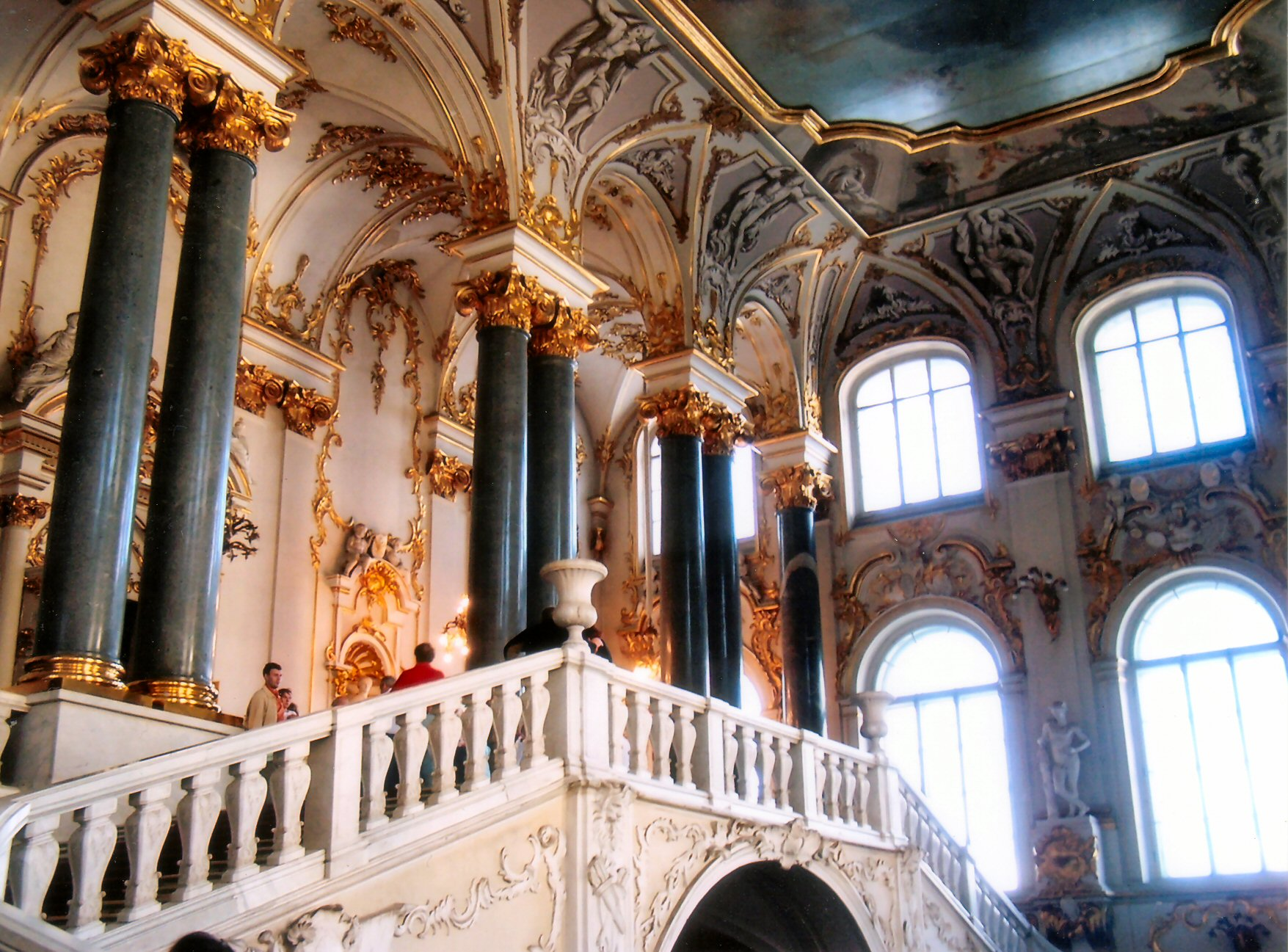
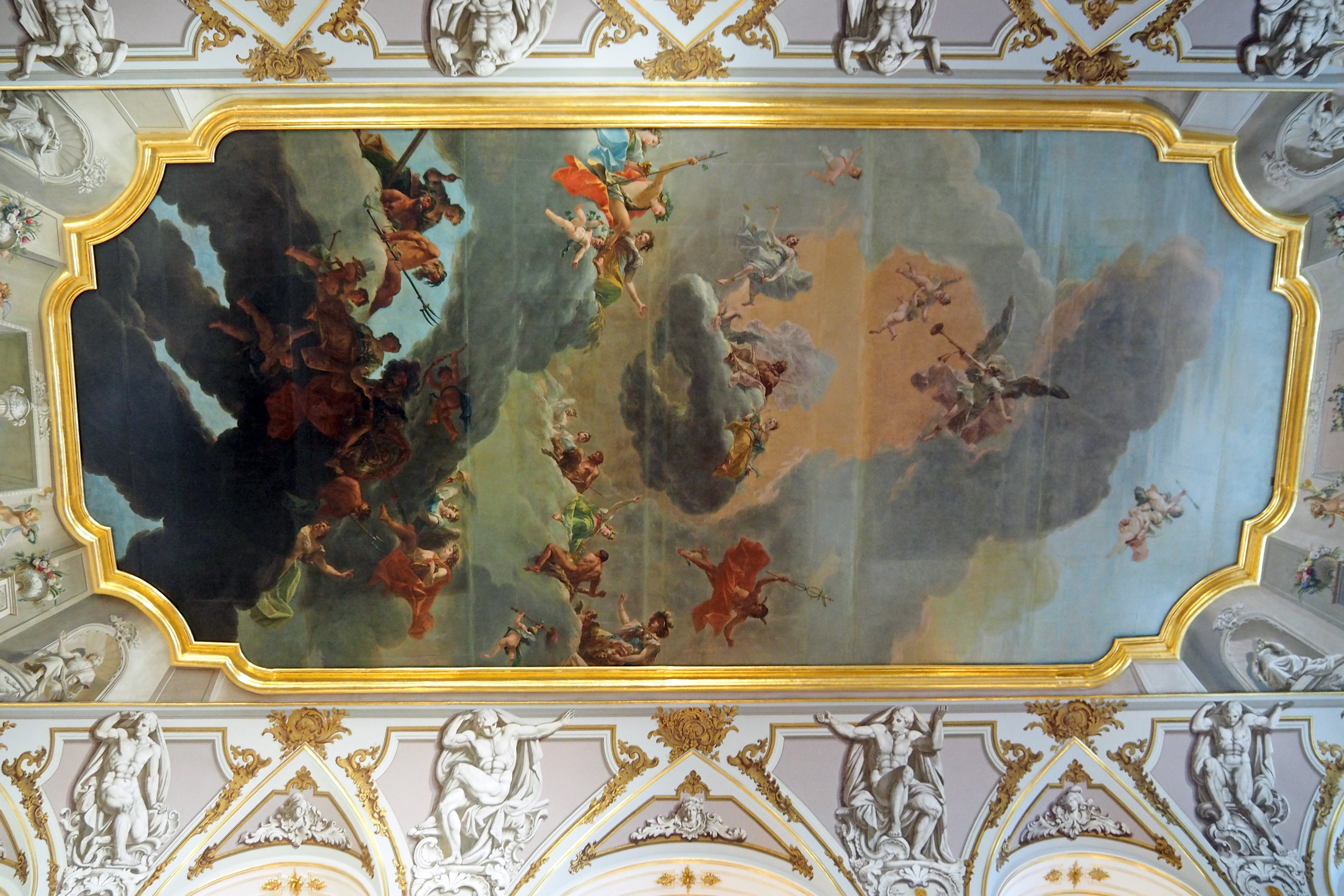
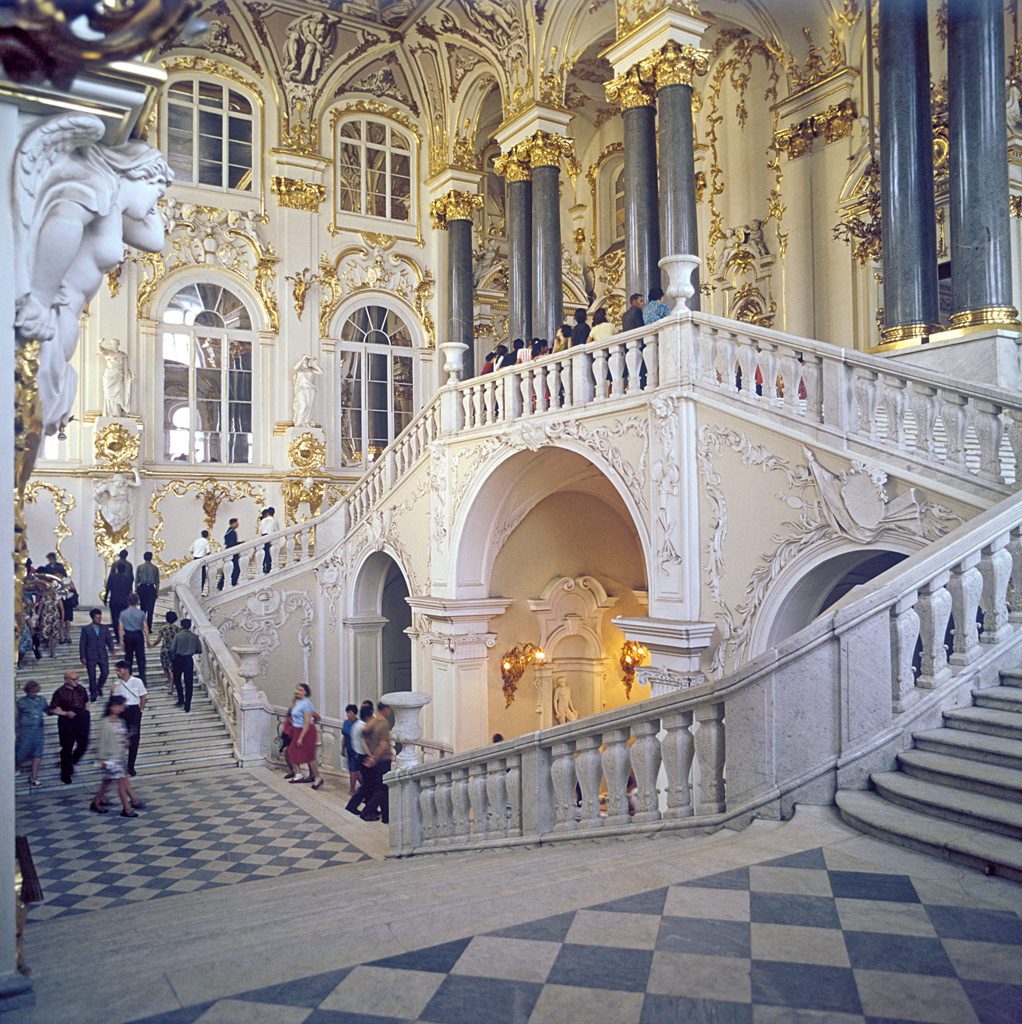
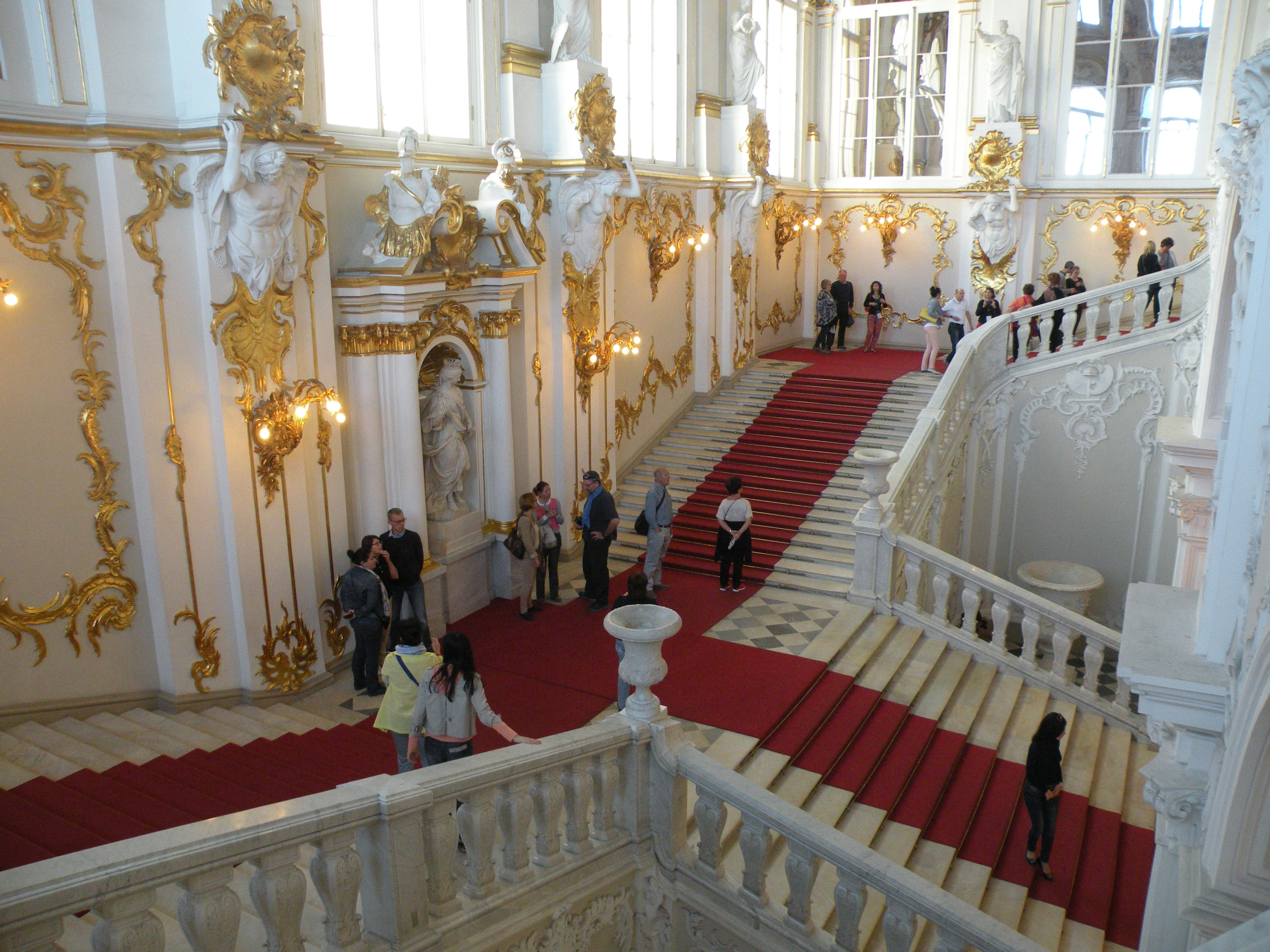